# Senecio pusillus
Senecio pusillus là một loài thực vật có hoa trong họ Cúc. Loài này được Dinter ex Range miêu tả khoa học đầu tiên năm 1935.